# 長嶝高士
長嶝 高士（ながさこ たかし、1964年2月24日 - ）は、日本の男性声優。和歌山県出身。アーツビジョン所属。

## 経歴
中学生の時は自分の将来について色々考えており、コンピューターも面白く関連し、広く技術系、調理師、芥川龍之介の『杜子春』に感銘を受けたため、作家といったたくさんの夢を見ていた。
テレビドラマに出演していた北大路欣也を見て役者を目指し、高校時代に芝居の勉強を始める。その当時は杉良太郎が全国から研究生を募集しており、応募して合格。時代劇・殺陣を学ぶ。
その後は芝居の方向性で悩み、新劇の道を進もうと青年座研究所やホンダスタジオ、シェイクスピア・シアターなどに所属。舞台に多数出演していた。
シェイクスピア・シアター時代は吉田鋼太郎、石塚運昇ら先輩に影響されて舞台『リア王』で初めて面白さを感じたが役者として食べていくことが大変で、先輩たちを見て声の仕事があることを知り、声優を志す。
受けていたオーディションには通っており「自分の身体・ガタイがユニークだったから」と語っている。
声の仕事に専念するために舞台活動を休止。日本ナレーション演技研究所を経て、アーツビジョンに所属。

## 人物・エピソード
役柄としては、主にたくましい青年役を演じる。
声優の世界に入り「舞台じゃないんだから」とよく叱られていた。試行錯誤の末、先輩の沢木郁也にラジオドラマを習っていた。その結果、太っててもやせた役など、体格、年齢を化けさせてくれるような、声だけの演技の面白さに行き着いたという。
趣味・特技は登山、竹馬、カラオケ。資格は普通自動車免許、自動二輪（中型）免許。

## 出演
太字はメインキャラクター。

### テレビアニメ
1994年
- 3丁目のタマ うちのタマ知りませんか?（ナミの父）
- ジャングルの王者ターちゃん（科学者、クリスチャン）
- 超くせになりそう（コグーロ）
- 覇王大系リューナイト（鍛冶屋、海賊C）
- マクロス7（ドッカー）
- 勇者警察ジェイデッカー（天気予報官）

1995年
- カラオケ戦士マイク次郎（店員）
- 十二戦支 爆烈エトレンジャー（1995年 - 1996年、パカラッチ、瓏爛）
- 新世紀エヴァンゲリオン（委員、軍人、男、アナウンス、ゼーレの声）
- スレイヤーズ（1995年 - 2009年、手下1、男B、山賊A、兵士A、肉屋 他） - 4シリーズ
- 天地無用!（樹雷艦長、延臣）
- ふしぎ遊戯（運転手）
- ぼのぼの（ぼのぼののお父さん）

1996年
- 逮捕しちゃうぞ（怪しい男）
- みどりのマキバオー（ベアナックル、栗毛馬、馬B、医者）
- 名犬ラッシー（ケビン）
- 勇者指令ダグオン（ワイルディー、ゲドー）

1997年
- グランダー武蔵RV（姜太空）
- ゲゲゲの鬼太郎（第4作）（桂男）
- 超魔神英雄伝ワタル（村人）
- ネクスト戦記EHRGEIZ（隊員）
- 勇者王ガオガイガー（議長）
- 烈火の炎（猿爺）

1998年
- Weiß kreuz（大久保）
- 吸血姫美夕（所長、神魔A）
- 快傑蒸気探偵団 TV ANIMATION SERIES（八神、ハワード）
- ジェネレイターガウル（部長）
- 星方武侠アウトロースター（オーナー、ドッグ長）
- DTエイトロン（バーチャル世界の人達）
- TRIGUN（ホテルのオーナー、カイトの父 他）
- ドラえもん（テレビ朝日版第1期）（探偵、店主、泥棒、医者 他）
- 忍たま乱太郎（1998年 - 2025年、雪鬼〈2代目〉、黒古毛パン蔵〈代役〉、武蔵坊弁十、ナメタケ城鈴木、厚井玉郎〈3代目〉、甲賀聞冥、天日文津丸、新野先生〈新野洋一〉〈2代目〉 他）
- ふしぎなメルモ（リニューアル版）（松谷、駅員、用心棒、刑事B、魔術師 他）
- ポポロクロイス物語（サンダ）
- 名探偵コナン（1998年 - 2021年、三島勝二、田村刑事、小島刑事、森次幸平、高城登、十川刑事、山根康、小暮紋平、宝田鮫二、謎の声 / 強盗団ボス、橋爪明、林壮一、浜名勉造 他）
- 遊☆戯☆王（隊長）
- ロスト・ユニバース（商人）

1999年
- 週刊ストーリーランド（1999年 - 2001年、父親、不動産屋の男、ウェイター、男、男性社員 他）
- A.D.POLICE（田崎陽三、海原 他）
- エクセル・サーガ（ペドロ）
- カウボーイビバップ（ジョージ）
- 人形草紙あやつり左近（式場忠太）
- GREGORY HORROR SHOW THE LAST TRAIN（ファットチキン）
- ゴクドーくん漫遊記（阿）
- コレクター・ユイ（Q）
- 神八剣伝（ゴクモン）
- 星界の紋章（アランガ、拡声器の声）
- セラフィムコール（副指揮官、スタッフ）
- 小さな巨人ミクロマン（シェル）
- To Heart（古文の先生）
- 魔法使いTai!（七香の担任）

2000年
- アルジェントソーマ（高官B、軍人A）
- GEAR戦士電童（アルデバラン）
- 銀装騎攻オーディアン（ダリル）
- クレヨンしんちゃん（2000年 - 2025年、ガイドA、TV解説員、担当者、呉院津利夫、大空快人 他）
- サイボーグクロちゃん（ガーニー）
- THE ビッグオー（清掃局員）
- はじめの一歩（2000年 - 2001年、西川ジムのトレーナー、釣り客）
- ファーブル先生は名探偵（郵便配達人）
- BRIGADOON まりんとメラン（運転手、艦長、校長先生）
- へろへろくん（魔人）
- マイアミ☆ガンズ（ジョーク・ジョーダン、デーブ）
- 闇の末裔（邑輝の祖父）
- ワイルドアームズ トワイライトヴェノム（男）

2001年
- おとぎストーリー 天使のしっぽ（オーナーシェフ）
- 学園戦記ムリョウ（津守十全、ヴェロッシュ）
- 仰天人間バトシーラー（ドクトルガイ / プロフェッサーガイ / 魔大臣ガイ / 闇将軍ガイ / エンジニアガイ / ジーニアスガイ / 祈祷師ガイ / 魔道師ガイ / 発掘者ガイ / 盗掘者ガイ / 占い師ガイ / 預言者ガイ / 奇術師ガイ / 魔術師ガイ）
- こみっくパーティー（2001年 - 2005年、立川雄蔵、横蔵院蔕麿、不景気魔王、かっちゃん 他） - 2シリーズ
- The Soul Taker 〜魂狩〜（八木、ヨロイ武者、開発者、医師A）
- サラリーマン金太郎（専務、一ツ橋）
- 星界の戦旗II（刑務官B、囚人A）
- Z.O.E Dolores, i（オペレーター）
- バンパイヤン・キッズ（ミエール）
- ヒカルの碁（2001年 - 2002年、ダケさん、客）
- 星のカービィ（2001年 - 2003年、パーム、レン村長、キュリオ、ビート）

2002年
- アソボット戦記五九（ピエロA、黒装束の男）
- あたしンち（2002年 - 2008年、解説、アナウンサー、店長B、巡査、美術の先生〈サトセン〉 他）
- 王ドロボウJING
- キディ・グレイド（男4）
- キン肉マンII世（2002年 - 2006年、農村マン、ウォッシュアス） - 3シリーズ
- 最終兵器彼女（兵士B、兵士A）
- 釣りバカ日誌（2002年 - 2003年、土井頭取）
- デジモンフロンティア（トレイルモン〈ワーム〉）
- 東京ミュウミュウ（審査員）
- 爆闘宣言ダイガンダー（グリーン）
- フォルツァ!ひでまる（リキ）
- ポケットモンスター（タマゾウ）
- 魔王ダンテ（シー）

2003年
- 明日のナージャ（船員）
- AVENGER
- WOLF'S RAIN（奪還隊E）
- L/R -Licensed by Royal-（コウ・モリヤ）
- GAD GUARD（果樹園の主人）
- カレイドスター（出資者）
- クラッシュギアNitro（曽根川）
- 獣兵衛忍風帖 龍宝玉篇（浪人A）
- 出撃!マシンロボレスキュー（運転手）
- シンデレラボーイ（ボイル）
- ソニックX（2003年 - 2004年、ビッグ・ザ・キャット / ビッグ）
- 冒険遊記プラスターワールド（カマレンガー）
- ポケットモンスター アドバンスジェネレーション（ムラ爺）
- ポポロクロイス（グーリー）
- MOUSE（鬼塚平太郎）
- 無限戦記ポトリス（市長〈デレブイヤ16世〉）
- ヤミと帽子と本の旅人（車掌、ブレン、八代勘助）

2004年
- 宇宙交響詩メーテル 銀河鉄道999外伝（バーンバレル）
- SDガンダムフォース（レオナルド、ザコソルジャー、ザクレロゲート、ポーンリーオー隊長）
- F-ZERO ファルコン伝説（ゴマー）
- エリア88（ランディ）
- GIRLSブラボー シリーズ（2004年 - 2005年、八百七店主、サラリーマン） - 2シリーズ
- かいけつゾロリ（王様）
- 北へ。〜Diamond Dust Drops〜（浦岡）
- ギャラクシーエンジェルX（教授）
- 絢爛舞踏祭 ザ・マーズ・デイブレイク（ドリトル）
- サムライガン（由井軍径）
- サムライチャンプルー（風葉）
- 爆裂天使（子分A）
- 火の鳥（村長、兵）
- VIEWTIFUL JOE（爆弾刑事、エージェントB）
- ブラック・ジャック（カレーラス、親分 他）
- BLEACH（2004年 - 2007年、デブ魂魄、兕丹坊、フィーバー、有昭田鉢玄）
- 忘却の旋律（管理人）
- ボボボーボ・ボーボボ（壁男）
- 舞-HiME（委員）
- 焼きたて!!ジャぱん（水野晴郎）
- RAGNAROK THE ANIMATION（ナイト、ゴテンブル）
- ONE PIECE（2004年 - 2022年、キバ船長、ジョズ、マクロ、メンドウ、仇討の男、アラディン、ブラックマリアの部下）

2005年
- あかほり外道アワーらぶげ（セミ男）
- うえきの法則（テンコ〈大〉）
- AIR（師匠）
- おでんくん（中年男、映画監督）
- 陰陽大戦記（凝寂のエビヒコ、消雪のマガホシ、四大天）
- ガラスの仮面（2005年版）（早乙女、男爵役）
- ガン×ソード（男、男A、副艦長）
- ギャラリーフェイク（アリ）
- ケロロ軍曹（親衛隊隊長、ジュリー人）
- ドラえもん（テレビ朝日版第2期）（2005年 - 2020年、黒の殿様、漬物石、団五郎、右大臣 他）
- NARUTO -ナルト-（うちはヤシロ）
- BLOOD+（2005年 - 2006年、ルイス）
- 冒険王ビィト エクセリオン（レイモンド）
- 魔豆奇伝パンダリアン（マックス、オーディ）
- ラムネ（友坂健柳流）
- ロックマンエグゼ シリーズ（ハリー、ゾアノフレイムマン） - 2シリーズ

2006年
- あまえないでよっ!!喝!!（司会の僧侶）
- いぬかみっ!（男）
- 桜蘭高校ホスト部（舎弟）
- 金色のコルダ〜primo passo〜（審査員C）
- 地獄少女（樋口稔）
- 009-1（係員）
- Soul Link（ゲイル＝ランティス）
- D.Gray-man（2006年 - 2007年、アイス、教団員A、管理人、団長）
- 出ましたっ!パワパフガールズZ（おやじモンスター）
- ときめきメモリアル Only Love（堂島凶平）
- NIGHT HEAD GENESIS（兄貴分）
- 働きマン（千葉真）
- パンプキン・シザーズ（ワルター）
- まじめにふまじめ かいけつゾロリ（中年男）
- ワンワンセレプー それゆけ!徹之進（チン、山淵キャプテン、ゴルゴ）

2007年
- 英國戀物語エマ 第二幕（ウォードル男爵）
- 風のスティグマ（テロリスト）
- ゲゲゲの鬼太郎（第5作）（吉永、見越し入道）
- 鋼鉄神ジーグ（直次郎）
- 史上最強の弟子ケンイチ（熊鳥権瑞）
- 獣装機攻ダンクーガノヴァ（政府軍司令官）
- 蒼天の拳（一番星）
- 祝!(ハピ☆ラキ)ビックリマン（魔色）
- バンブーブレード（坂口）
- ミヨリの森（フークーリン）
- MOONLIGHT MILE 2ndシーズン -Touch down-（ボブ）
- ロビーとケロビー（ラブジィ、焼き鳥屋店員、メントン父 他）

2008年
- イタズラなKiss（入江重樹）
- ゴルゴ13（ジェイク、スミス）
- 咲-Saki-（ラーメン屋店主）
- 全力ウサギ（ルンバ）
- TYTANIA -タイタニア-（エウリヤ市長）
- 二十面相の娘（暴漢A）
- のらみみ（マルス）
- 破天荒遊戯（リィズフェルト）
- バトルスピリッツ 少年突破バシン（和尚）
- ポルフィの長い旅（初老の夫、おじさん）
- ミチコとハッチン（ホセ）
- MAJOR 4th season（アギレラ）
- モノクローム・ファクター（会社員）

2009年
- イナズマイレブン（陽花戸中校長）
- エグザムライ戦国（ヒゲ熊）
- 銀魂（店長、難波）
- 黒神 The Animation（天麻）
- ご姉弟物語（町田耕造）
- こんにちは アン 〜Before Green Gables（ケンドリック・ハモンド）
- ジャングル大帝 -勇気が未来をかえる-（水牛）
- 戦争童話 青い瞳の女の子のお話（大熊）
- 蒼天航路（孔伷）
- 空を見上げる少女の瞳に映る世界（大臣）
- ドラゴンボール改（ドドリア）
- NARUTO -ナルト- 疾風伝（うちはヤシロ）
- FLAG（ナディ・オロウカンディ）
- ミラクル☆トレイン〜大江戸線へようこそ〜（監督）

2010年
- あそびにいくヨ!（河崎貴雄）
- 犬夜叉 完結編（鬼）
- SDガンダム三国伝 Brave Battle Warriors（孫堅ゼフィランサス）
- キディ・ガーランド（ブロンコ）
- しまじろう ヘソカ（2010年 - 2025年、しまじろうのおじいさん） - 2シリーズ
- 殿といっしょ 1分間劇場（長宗我部国親）
- HEROMAN（警官A）

2011年
- 元気!!江古田ちゃん（ナレーション、細谷、上司、女装子、男B、Fさん）
- たまゆら〜hitotose〜（老夫）
- デジモンクロスウォーズ（ムシャモン）
- 日常（富岡先生）
- よんでますよ、アザゼルさん。（ヤクザ親分）

2012年
- ジョジョの奇妙な冒険（警部）
- SKET DANCE（四天王、ジェネロペ・ジェネ王子）
- 聖闘士星矢Ω（エネアド）
- 戦国コレクション（平井警部）
- ブラック★ロックシューター（校長）
- まじっく快斗（白馬警視総監）

2013年
- Free!（2013年 - 2014年、男性教師、生活指導教諭） - 2シリーズ

2014年
- 暴れん坊力士!!松太郎（審判）
- 咲-Saki- 全国編（ラーメン屋店主）
- 鬼灯の冷徹（2014年 - 2018年、閻魔大王） - 3シリーズ

2015年
- 新あたしンち（2015年 - 2016年、マスター、サトセン〈美術の先生〉）
- それが声優!（週末のパティシエ音響監督）

2017年
- この素晴らしい世界に祝福を! シリーズ（2017年 - 2024年、アルダープ） - 2シリーズ

2018年
- BANANA FISH（メレディス）

2020年
- おしりたんてい（2020年 - 2022年、ケロ16世）

2023年
- とんでもスキルで異世界放浪メシ（辺境伯の使い）
- BLEACH 千年血戦篇（2023年 - 2024年、有昭田鉢玄） - 2シリーズ

### 劇場アニメ
1995年
- NINKU -忍空-（ライデン、検査官B、不良B、警備員）
- MEMORIES「大砲の街」（駅アナウンス）

1997年
- 新世紀エヴァンゲリオン劇場版 Air/まごころを、君に（ゼーレ）

1998年
- パーフェクトブルー

1999年
- アキハバラ電脳組 2011年の夏休み（すずめの父）
- クレヨンしんちゃん 爆発!温泉わくわく大決戦（総理大臣）
- ザ☆ドラえもんズ おかしなお菓子なオカシナナ?（コゲロボ1号）

2000年
- 機動戦士ガンダムIII めぐりあい宇宙編 特別版（マイヤー）
- ザ☆ドラえもんズ ドキドキ機関車大爆走!（部下）
- 名探偵コナン 瞳の中の暗殺者（中野係員）

2001年
- アリーテ姫（王様）
- カウボーイビバップ 天国の扉（キャスター）

2002年
- パルムの樹（バク）
- 名探偵コナン ベイカー街の亡霊（会場スタッフ）
- 夢かける高原 清里の父 ポール・ラッシュ（ビンステッド司祭）

2003年
- Pa-Pa-Pa ザ★ムービー パーマン（先生）

2004年
- クレヨンしんちゃん 嵐を呼ぶ!夕陽のカスカベボーイズ（オケガワ）
- スチームボーイ

2006年
- スポンジ・ボブ/スクエアパンツ ザ・ムービー（パトリック）

2007年
- クレヨンしんちゃん 嵐を呼ぶ 歌うケツだけ爆弾!（隊員B）

2009年
- 装甲騎兵ボトムズ ペールゼン・ファイルズ 劇場版（ノル・バーコフ
- ピューと吹く!ジャガー〜いま、吹きにゆきます〜（ジョン太夫セガール）

2010年
- 映画ドラえもん のび太の人魚大海戦（兵士）

2011年
- 手塚治虫のブッダ -赤い砂漠よ!美しく-
- トワノクオン（官僚）

### OVA
1994年
- GATCHAMAN（国連軍オペレーター）
- 銀河英雄伝説（カムフーバー）
- 湘南純愛組!（警察官）
- 新・キューティーハニー（カエサル）
- 真・孔雀王
- マクロスプラス
- 幽幻怪社（側近A）

1995年
- 紺碧の艦隊（海上正弘、内田隊長、おやじ、参謀）
- 神秘の世界エルハザード
- 覇王大系リューナイト アデュー・レジェンド（飛空族B）
- 楽勝!ハイパードール（小西碌郎）

1996年
- 今日から俺は!!（不良）
- サンクチュアリ
- 鉄腕バーディー（教師）
- ぼくのマリー（TVの男、男）
- MAZE☆爆熱時空（ポセイドン）

1997年
- 工業哀歌バレーボーイズ（行田）

1998年
- 教科書にないッ!（ダチ）
- 紺碧の艦隊（最先任下士官）
- スライム冒険記 ウルフくん がんばるの巻（ヘルビースト）
- スレイヤーズえくせれんと（野盗D、兵士B）
- 聖少女艦隊バージンフリート（副官）
- 鉄拳 -TEKKEN-（ガンリュウ）
- 魔界転生（柳生の男）

1999年
- 旭日の艦隊（桂虎五郎、ハリマン編集長〈2代目〉）
- てなもんやボイジャーズ（オペレーターA）

2000年
- からくりの君（下忍A）
- 紺碧の艦隊（桂虎五郎、ハリマン編集長〈2代目〉）
- トラジマのミーめ（チビトラ）

2001年
- ギターを持った少年 -キカイダーVSイナズマン-（コング大王）
- 紺碧の艦隊（ホルバイン大佐）

2002年
- 私立荒磯高等学校生徒会執行部（鎧武者）

2004年
- インタールード（ブタくん）
- 王ドロボウJING in Seventh Heaven（囚人3）

2005年
- I"s Pure（支配人）
- アンパンマンとはじめよう! 勇気りんりん! みんなの一日（モオさん）
- OH!スーパーミルクちゃん EX

2007年
- 装甲騎兵ボトムズ ペールゼン・ファイルズ（2007年 - 2008年、ノル・バーコフ）

2008年
- ピューと吹く!ジャガー リターン・オブ・約1年ぶり（ジョン太夫セガール）

2009年
- 鋼の錬金術師 FULLMETAL ALCHEMIST DVD 第1巻 映像特典『盲目の錬金術師』（マイスナー）

2010年
- 殿といっしょ（武田信玄）
- ブラック★ロックシューター

2011年
- ドラゴンボール エピソード オブ バーダック（ドドリア）

2015年
- 鬼灯の冷徹 OADシリーズ（2015年 - 2020年、閻魔大王）

2022年
- みどりのマキバオー Blu-ray BOX 映像特典「終わらない挑戦!!」（ベアナックル）

### Webアニメ
- 幕末機関説 いろはにほへと（2006年、座頭）
- FLAG（2006年、ナディ・オロウカンディ[37]）
- いくぜっ! 源さん（2008年、桐島杉松、外国人客、主人の父、客、行司、発注元）
- ライジングインパクト（2024年、ティム・ロッシ）

### ゲーム
1993年
- ソードマスター（ガネーシャ、ヴァルトン、サートス王、ルシフェル）

1995年
- 空想科学世界ガリバーボーイ（その他）
- 鉄拳2（巌竜）

1996年
- アークザラッドII（グルガ）
- ストリートファイターEX（ダラン）
- ソウルエッジ（ロック・アダムス、セルバンテス・デ・レオン、ソウルエッジ、成漢明〈ソン・ハンミョン〉、ベルチー）
- ソードアンドソーサリー（カネヨン〈リザードマン〉）
- ロックマン2・ザ・パワーファイターズ
- ロックマン8 メタルヒーローズ（テングマン、サーチマン）

1997年
- イバラード 〜ラピュタの孵る街〜（スロッペコ、タカツング司令官）
- クリティカルブロウ（ニール・マクダニエル）
- ジャスティス学園（ボーマン・デルガド、石動岩）
- ストリートファイターEX plus（ダラン・マイスター）
- ストリートファイターEX plus α（ダラン・マイスター）
- ハームフルパーク（科学者）
- バトルサーキット
- Harmful Park（科学者）
- ロックマンX4（スラッシュ・ビストレオ、マグマード・ドラグーン）

1998年
- エコーナイト（霊能者）
- ジョジョの奇妙な冒険（呪いのデーボ、チャカ） - 3作品
- 新世代ロボット戦記ブレイブサーガ（ガスト、ゲドー）
- ゼルダの伝説 時のオカリナ（ガノンドロフ、タロン、インゴー）
- 戦国美少女絵巻 空を斬る!!（雑賀 孫一、徳川 家康）
- ソウルキャリバー（ロック・アダムス、セルバンテス・デ・レオン）
- ツアーパーティー 卒業旅行にいこう（利根文吾）
- ファーランドサーガ（ガント、步兵隊長、衛兵A）
- ファーランドサーガ 時の道標（親方、司会者、チンピラA）
- 炎の料理人クッキングファイター好（ハッカク）
- MARVEL VS. CAPCOM CLASH OF SUPER HEROES
- レガイア伝説（ソンギ、ガゼール）

1999年
- エコーナイト#2 眠りの支配者（霊能者）
- 私立ジャスティス学園 熱血青春日記2（ボーマン・デルガド、石動岩）
- Spiritual Soul（ザッパ）
- ストリートファイターEX2 PLUS（ダラン・マイスター）
- 鉄拳タッグトーナメント（巌竜）
- ペルソナ2 罪（反谷孝志）
- リトルプリンセス マール王国の人形姫2（バーグ、ジオ、ハマー）
- ロビット・モン・ジャ（主任）

2000年
- スキャンダル（編集長）
- ストリートファイターEX3（ダラン・マイスター）
- ゼルダの伝説 ムジュラの仮面（ゴーマン兄弟）
- BLOOD THE LAST VAMPIRE（ママ）
- ポポロクロイス物語II（ズール）
- MARVEL VS. CAPCOM 2 NEW AGE OF HEROES
- 燃えろ!ジャスティス学園（ボーマン・デルガド、石動岩）

2001年
- Apocripha/0
- EVE The Fatal Attraction（ブレード）
- エヴァーグレイス2（ショップ店主）
- 風のクロノア2 〜世界が望んだ忘れもの〜（レプティオ）
- こみっくパーティー（立川雄蔵・横蔵院蔕麿）
- 大乱闘スマッシュブラザーズDX（ガノンドロフ）

2002年
- ギガンティック ドライブ（大田原恭二）
- サーヴィランス 監視者（ニコラス・ガンプ）
- shinobi（金剛）
- 忍風戦隊ハリケンジャー（ガマジャクシ、抜忍 牛機、コピー忍者変幻丸）
- ゼルダの伝説 風のタクト（ガノンドロフ）
- ソウルキャリバーII（セルバンテス・デ・レオン）
- テイルズ オブ デスティニー2（サブノック、ダンタリオン）
- ラ・ピュセル 光の聖女伝説（サラド）

2003年
- アークス・ファタリス 日本語版（レッドセット、エノイル、王ポグ）
- 怪盗スライ・クーパー（マーレー・ザ・ヒッポ）
- 式神の城II（エイジャ兄弟、ファイ）
- ソニック ヒーローズ（ビッグ・ザ・キャット）
- ボボボーボ・ボーボボ ハジけ祭（ところ天の助、軍艦、壁男）

2004年
- 犬夜叉 〜呪詛の仮面〜
- 帝国千戦記（招夜、陳王高）
- 転生學園幻蒼録（宝蔵院鼎）
- ゼルダの伝説 4つの剣+（ガノン）
- ドンキーコングシリーズ（2004年 - 2018年、ドンキーコング、クランキーコング） - 16作品
- ファントム・ブレイブ（スプラウト、シシカバブ）
- ぷらすぷらむ2（ヒブー、キャノン坊主）
- ポポロクロイス 月の掟の冒険（グーリー、ドノバン）
- マリオシリーズ（2004年 - 2022年、ドンキーコング / ミニドンキーコング、ベビィDK、ビッグ・ザ・キャット） - 38作品
- SDガンダムフォース 大決戦! 次元海賊デ・スカール!!（ザコソルジャー、ポーンリーオー、ポーンエアリーズ、野歩士、ザコブッシ）
- 名探偵コナン 大英帝国の遺産

2005年
- イレギュラーハンターX（スパーク・マンドリラー）
- 怪盗スライ・クーパー2（マーレー・ザ・ヒッポ）
- 機動戦士ガンダム 一年戦争（デミトリー）
- コブラ・ザ・アーケード（ゾロス）
- ソウルキャリバーIII（セルバンテス・デ・レオン）
- ツキヨニサラバ（リトル・ジョン）
- 鋼の錬金術師3 神を継ぐ少女（兵士〈巨漢〉）
- ファイアーエムブレム 蒼炎の軌跡（グレイル、ナレーション）
- ファントム・キングダム（ドライゼン）
- ラジアータ ストーリーズ（パーセク）
- ローグギャラクシー（ヘンリー、原人ボルガ）

2006年
- 新世紀エヴァンゲリオン2 造られしセカイ -another cases-（諜報部員）
- 聖剣伝説4（村長）
- 転生學園月光録（宝蔵院鼎）
- ネクロネシア（ハリー、ロバート）
- 魔界戦記ディスガイア2（魔界ディレクター）

2007年
- いただきストリートDS（ドンキーコング）
- エースコンバット6 解放への戦火（アバランチ）
- 死角探偵 空の世界 〜Thousand Dreams〜（小山内道哉）
- スーパーロボット大戦OG ORIGINAL GENERATIONS（連邦艦長）
- スーパーロボット大戦OG外伝（連邦艦長）
- チョコボの不思議なダンジョン 時忘れの迷宮（ローチェ神父）
- ファイアーエムブレム 暁の女神（ナレーション）
- ヨッシーアイランドDS（ベビィDK）

2008年
- スーパーロボット大戦Z
- チョコボと魔法の絵本 魔女と少女と5人の勇者（ローチェ）
- テイルズ オブ シンフォニア -ラタトスクの騎士-（トクナガ）
- プリニー 〜オレが主人公でイイんスか?〜（グルメオーガ、モーガン）
- ライフウィズアイドル（村浜正勝）

2009年
- アンティフォナの聖歌姫 〜天使の楽譜 Op.A〜（アンリ）
- ドラゴンボール レイジングブラスト（ドドリア）
- パンチアウト!!（ドンキーコング）
- ミマナ イアルクロニクル（黒騎士）
- 太鼓の達人Wii ドドーンと2代目!（音羽博士、Dr.ワルルー）

2010年
- デッドストームパイレーツ（2010年 - 2014年、ダンカン） - 2作品
- ドラゴンボール タッグバーサス（ドドリア）
- ドラゴンボール レイジングブラスト2（ドドリア）
- プリニー2 〜特攻遊戯! 暁のパンツ大作戦ッス!!〜
- Halo:Reach（UNSC兵士）
- MARIO SPORTS MIX（ドンキーコング）
- ONE PIECE ギガントバトル!（ジョズ）
- ONE PIECE ワンピーベリーマッチW（ジョズ）

2011年
- いただきストリートWii（ドンキーコング）
- ゼルダの伝説 時のオカリナ3D（ガノンドロフ、タロン、インゴー）
- 第2次スーパーロボット大戦Z 破界篇（ノル・バーコフ）
- ドラゴンボールヒーローズ（2011年 - 2019年、ドドリア） - 6作品
- 日常〈宇宙人〉（富岡先生）
- ONE PIECE アンリミテッドクルーズ スペシャル（ジョズ）
- ONE PIECE ギガントバトル! 2 新世界（ジョズ）
- ドラゴンボール改 アルティメット武闘伝（ドドリア）

2012年
- スーパーロボット大戦OGサーガ 魔装機神 THE LORD OF ELEMENTAL（ルビッカ・ハッキネン）
- 特命戦隊ゴーバスターズ（ショベルロイド）

2013年
- スーパーロボット大戦Operation Extend（ノル・バーコフ 他）
- ゼルダの伝説 風のタクトHD（ガノンドロフ）
- ピクミン3（チャーリー、岩ピクミン）
- 朧村正（団三郎狸）
- ワンピース 海賊無双（2013年 - 2020年、ジョズ） - 3作品
- 魔女と百騎兵（ジールデン、トトぺぺ）

2015年
- ゼノブレイドクロス（ダガン）
- ゼルダの伝説 ムジュラの仮面 3D（ゴーマン兄弟）
- ドラゴンボールZ 超究極武闘伝（ドドリア）

2016年
- テイルズ オブ ベルセリア（ダイル）
- ドラゴンボール ゼノバース2（ドドリア）

2018年
- ファイティングEXレイヤー（ダラン・マイスター）
- 大乱闘スマッシュブラザーズ SPECIAL（ガノンドロフ）

2019年
- スーパードラゴンボールヒーローズ ワールドミッション（ドドリア）
- チームソニックレーシング（ビッグ・ザ・キャット）
- 鬼灯の冷徹 〜地獄のパズルも君次第〜（閻魔大王）
- ファイアーエムブレム ヒーローズ（グレイル）

2020年
- ドラゴンボールZ カカロット（ドドリア）
- この素晴らしい世界に祝福を! ファンタスティックデイズ（アルダープ）

2021年
- ロックマンX DiVE（マグマード・ドラグーン）

2022年
- 風のクロノア 1&2アンコール（レプティオ）
- ドラゴンボール ザ ブレイカーズ（ドドリア）
- ソニックフロンティア（ビッグ・ザ・キャット）
- 黒い砂漠（ラフィー・レッドマウンテン）

2023年
- ファイアーエムブレム エンゲージ（ハイアシンス）

2024年
- ドラゴンボール Sparking! ZERO（ドドリア）
- ソニック × シャドウ ジェネレーションズ（ビッグ・ザ・キャット）

2025年
- BLEACH Rebirth of Souls（兕丹坊、有昭田鉢玄〈ハチ〉）

### ドラマCD
- Weiß kreuz Wish A Dream collection II A four-leaf clover（議長）
- 吸血姫美夕 CDシネマ（瞬の父親）
- エトワールお嬢様の冒険 ドラマCD 〜マール王国の人形姫・外伝〜（ハマー）
- 孔明のヨメ。（ナレーション[46]）
- 彩雲国物語 恋愛指南争奪戦!（管飛翔）
- CDシアター ドラゴンクエストVI（メダル王）
- JADE（鑑定士）
- 新まいっちんぐマチコ先生 CDドラマ Vol.2（校長先生）
- 声優刑事（男、佐々木プロデューサー）
- 創竜伝（信者）
- Soul Link（ゲイル＝ランティス）
- 長恨歌 蛇性の淫（鉄）
- ときめきメモリアル Only Love「ときめきの雪」（堂島凶平）
- ドロップアウト 甘い爪痕（宗老人）
- 殿といっしょ（武田信玄）
- 人形草紙あやつり左近 オリジナルドラマアルバムⅠ「異聞 夢話悲恋幻想奇譚」（村人）
- 熱血声優物語 叫んでやるぜ!（ディレクター）
- 覇王大系リューナイト CDシネマ4「カイオリスへの旅立ち」第4章（邪竜兵A）
- 爆竜戦隊アバレンジャー「ダイノアーススペシャル！伝説の腕輪と五つのアバレスピリッツ」（爆竜ティラノサウルス）
- 走れ!T高バスケット部 ドラマCD（担任）
- ピューと吹く!ジャガー（ジョン太夫セガール）
- ファイアーウーマン纏組（酒井剛）
- GファンタジーコミックCDコレクション ファイアーエムブレム暗黒竜と光の剣（盗賊、双子の魔道士リオン）
- ファイアーエムブレム 黎明編/紫嵐編（山賊B）
- 蓬萊学園の初恋!（生徒）
- マクロス7 CDシネマ（ドッカー）
- 八雲立つ 新音盤物語（市麻呂、大神地代主、運転手）

### ラジオドラマ
- NHK-FM 青春アドベンチャー
  - スウィート・アンダーグラウンド（2002年） - 総帥、指鳴らし、救助隊
  - タイムスリップ戦国時代（2006年） - 斎藤利三

### 吹き替え

#### 映画
- アーネスト キャンプに行く! ※ディズニーXD版
- アイドル・ハンズ（カーティス〈スティーブ・バン・ウォーマー〉）
- アタック・オブ・ザ・ジャイアント・ケーキ（トニー〈グリゴリス・パトリカレアス〉）
- アゲイン/明日への誓い（税関吏）
- アバウト・シュミット
- インビクタス/負けざる者たち（ヘンドリック・ボーイェンズ〈マット・スターン〉）
- インベージョン（リチャード・レンク〈アダム・ルフェーヴル〉）
- ヴァン・ダム IN コヨーテ（ラムジー・ホーガン〈ラリー・ドレイク〉）※ソフト版
- F.R.A.T./戦慄の武装警察
- エデン（ボブ〈ボー・ブリッジス〉）
- エニイ・ギブン・サンデー（パトリック“マッドマン”ケリー〈アンドリュー・ブリニアースキー〉）※日本テレビ版
- エンドゲーム 大統領最期の日（英語版）（ブライアン・マーティン〈パトリック・ファビアン〉）
- 俺たちニュースキャスター（チャンプ・カインド〈デヴィッド・ケックナー〉）
- カンパニー・マン
- カオスファクター（ベン〈R・リー・アーメイ〉）
- キルミー・レイター 崖っぷち逃避行（マギンリー〈オニール・コンプトン〉）
- キス・オブ・ザ・ドラゴン ※テレビ東京版
- ギリーは首ったけ（マール〈リチャード・リール〉）
- 宮廷料理人ヴァテール（下男）
- 氷の微笑（コレリー副検事〈ウェイン・ナイト〉）※DVD版
- コンクラーベ 天使と悪魔（ピッコロミニ〈ブライアン・ブレスド〉）
- ザ・アビス 首都沈没（ヨーゼフ〈オリヴィエ・ストリッツェル〉）
- 最後の恋のはじめ方（アルバート・ブレナマン〈ケヴィン・ジェームズ〉）※劇場公開版
- ザ・メタ・シークレット（ジャック・キャンフィールド）
- ザ・プレイヤーズ（セントルイス〈ラリー・マッコイ〉）
- ザスーラ（ビル・ファーガバーケ）※アーカイブ本人映像
- JIGSAW デス・マシーン（モーターマン）
- スコア（バート〈ゲイリー・ファーマー〉）
- スパイダー・キングダム（チャドリ〈ソーラブ・アーデシア〉）
- スーパーマン・リターンズ
- タワーリング・インフェルノ'08（ヘニング）
- ダークナイト
- ダニーと秘密の魔法使い（チャーニー市長〈ロイ・ビリング〉）
- デトロイト・コップ・シティ（ピーターズ捜査官〈ミゲル・フェラー〉）
- テネイシャスD 運命のピックをさがせ!（KG〈カイル・ガス〉）
- デンジャラス・ビューティー2
- ディープ・シー20000（ネモ船長〈マイケル・ケイン〉）※ビデオ版
- DENGEKI 電撃 ※日本テレビ版
- トロイ
- トランスポーター2（ティーポフ〈グレッグ・ウェイナー〉）
- 肉の鑞人形（パレッツィ警部〈ジャンニ・フランコ〉）
- ノック・オフ（チョイ〈デニス・チャン〉）※DVD版
- パーフェクト・カップル（フレッド・ピッカー〈ラリー・ハグマン〉）
- パイレーツ・ロック（デイヴ〈ニック・フロスト〉）
- バーティカル・リミット（キャンベル）※テレビ朝日版
- ハッピーウエディング〜私が彼に決めた理由〜（エドワード神父〈デイビット・ガウ〉）
- パワーレンジャー・ターボ・映画版・誕生!ターボパワー（ストーン、ピラナトロン、ナレーション）
- ビッグホワイト（ジンボ〈W・アール・ブラウン〉）
- ファイナル・カット（レイ〈レイ・ウィンストン〉）
- ピースキーパー・ウォー/最終大戦（カー・ダーゴ〈アンソニー・シムコー〉）
- Bruce Lee in G.O.D 死亡的遊戯（チャップリン・チャン）
- ページマスター/夢と魔法の図書館（海賊〈声：リチャード・アードマン〉）
- ブラボー火星人2000
- ブル・ドッグ 人質救出作戦（ユージーニアス）
- ファイティングXガール（ヘルナンデス〈フアン・エルナンデス〉）
- ぼくの国、パパの国（ナジル〈イアン・アスピナル〉）
- ブラック・ドッグ ※ソフト版
- プルート・ナッシュ
- ベッカムに恋して（ティーツの父〈アッシュ・ヴァレッツ〉）
- ホットゾーン（エドガー・ウィリアムズ）
- ホテル・スプレンディッド（デズモンド）
- マッスルモンク
- マペットのホーンテッドマンション（バッバ、ジョー、ランディ、アンディ）
- マリー・アントワネットの首飾り（登記大臣〈サイモン・クンツ〉）
- メタルウィング（デカルロ大尉〈ブライアン・ヘイリー〉）
- モンキーボーン（デスの助手〈トーマス・ヘイデン・チャーチ〉）
- 野獣教師3（ボー・ロビンソン）
- U.M.A レイク・プラシッド（スティーブンス〈リチャード・リーコック〉）
- ラッキー・ユー（サム・ファーハ）
- リクルート
- LAPD 処刑分署（バート・マイヤーリング）

#### ドラマ
- iCarly（クレミッシュ）
- あなたにムチュー（モンティ〈レニー・ウォルプ〉）
- アンドロメダ（クアウテモク元帥〈ケヴィン・マクナルティ〉）
- アラーム・フォー・コブラ11（ツァーガー）
- ER緊急救命室シリーズ
  - シーズン7（ウィリー〈エリック・ストーンストリート〉、ピラースキー、ラブジョイ〈バート・ブロス〉）
  - シーズン8 第22話（シーン〈ケン・エイブラハム〉）
  - シーズン9 第18話（リンデル）
  - シーズン10 第9話（ハンク・ベニテス〈ウェイン・ロペス〉）
- ウェイバリー通りのウィザードたち（ラリテイト校長）
- X-ファイル
- キャッスル 〜ミステリー作家は事件がお好き（市長、エヴァン・ミッチェル〈ニック・チンランド〉、ジェイムズ・パタースン、ジョナサン・ティスデール〈キア・デュリア〉）
- グッドワイフ（マーク・リチャードソン〈マイケル・グラディス〉）
- クリミナル・マインド2 FBI行動分析課（ビンガマンFBI捜査官〈ケヴィン・チャップマン〉）
- クリミナル・マインド6 FBI行動分析課（フランク・モリス）
- コールドケース2（アトウォーター監督）
- ザ・ホワイトハウス
- ザ・プラクティス ボストン弁護士ファイル（カーティス・シモンズ）
- シャーリー・ホームズの冒険（シャロン）
- ジーナ（ボリアス〈マートン・チョーカシュ〉）
- 新Dr.マーク・スローン（ノーマン・ブリッグス〈マイケル・トゥッチ〉）
- CSI:マイアミ（バーンスタイン刑事〈マイケル・ワーレイ〉）
- CSI:8 科学捜査班（リチャード・オマーリー）
- CSI:10 科学捜査班（ハービー・ウィンクロフト〈ブライアン・ハウ〉）
- 続ハリーズ・ロー 裏通り法律事務所（クリストファー・フィリップス）
- NIKITA / ニキータ（ブラッド）
- 超感覚刑事ザ・センチネル（ジョエル・タガート〈ケン・アール〉）
- デスパレートな妻たち2（ラルフ〈アレハンドロ・パティノ〉）
- 24 -TWENTY FOUR- シーズン4
- Dr.HOUSE（ウォルター〈ウィリアム・カット〉）
- 犯罪捜査官ネイビーファイル（ドラム）
- ハイテク武装車バイパー（タプスコット、コリン・カバノウ）
- バビロン5（ラザン）
- パワーレンジャー・ターボ（ポルト、ストーン、エレクトロボルト、フレマイト）
- ベイウォッチ
- マペット・タイム（バッバ）
- 名探偵モンク（チートウッド巡査〈スキップ・オブライエン〉）
- 名探偵モンク4 第11話（トラック運転手）
- 名探偵モンク5（DVD版は6） 第2話（エクストラ・ラージ〈マルセロ・テッドフォード〉）
- レバレッジ 〜詐欺師たちの流儀（コズウェル〈ジョン・ビリングズリー〉）
- レスキュー・ミー NYの英雄たち
- LOST シーズン3（マンソン〈イアン・ゴメス〉）

#### アニメ
- ウッディー・ウッドペッカー（ウォーリー・ウォーラス）
- 快適な生活〜ぼくらはみんないきている〜
- キャッツ・ドント・ダンス
- X-MEN（サイクロップス、ジャガーノート、ミスター・シニスター、オメガレッド〈トゥーン・ディズニー版〉）
- シンデレラIII 戻された時計の針（郵便屋）
- スター・ウォーズ クローン大戦（オロー・ダシーン）
- スポンジ・ボブ/スクエアパンツ ザ・ムービー（パトリック・スター）
- スポンジ・ボブ 海のみんなが世界を救Woo!（パトリック・スター / ミスター・スーパーアウサムネス）※予告編のみ
- ちいさなプリンセス ソフィア
- トランスフォーマーシリーズ
  - 超ロボット生命体 トランスフォーマー プライム（バルクヘッド[47]、ベーハー、ジェイズ）
  - トランスフォーマー アニメイテッド（アイザック・サムダック[48]、スナール）
- トムとジェリー テイルズ（博士、キャスター）
- バービーのラプンツェル 魔法の絵ふでの物語（太った剣士）
- バットマン:ブレイブ&ボールド（スラッグ）
- ビッグシティ・グリーン（ビル・グリーン）
- ヘラクレス（モーフィアス、アトラス 他）
- マシューせんせい 〜ゆかいなヒルトップ病院〜〈テッド兄弟〈二役〉）
- MR.MENショー（ナレーション、おっちょこちょいくん）
- メアリーと秘密の王国（グラブ〈声：クリス・オダウド〉）
- ライオン・キング3 ハクナ・マタタ（てれすけ、ごきげん）
- ルビー・グルーム（ロボット、監督）

### 特撮
1996年
- 激走戦隊カーレンジャー（グラッチの声）

1997年
- 激走戦隊カーレンジャーVSオーレンジャー（グラッチの声）
- 電磁戦隊メガレンジャー（アリジゴクネジレの声）

1998年
- 星獣戦隊ギンガマン（壊力坊の声）

1999年
- 救急戦隊ゴーゴーファイブ（ガルバリアの声）

2000年
- ウルトラマンネオス（脳魂宇宙人ザム星人の声）
- 未来戦隊タイムレンジャー（ウーゴの声）

2002年
- 忍風戦隊ハリケンジャー（風船忍者ゴムビ・ローンの声）

2003年
- 爆竜戦隊アバレンジャー（爆竜ティラノサウルスの声）
- 爆竜戦隊アバレンジャー DELUXE アバレサマーはキンキン中!（爆竜ティラノサウルスの声）
- 爆竜戦隊アバレンジャースーパービデオ オール爆竜爆笑バトル（暴竜ティラノサウルスの声）

2004年
- 爆竜戦隊アバレンジャーVSハリケンジャー（爆竜ティラノサウルスの声）

2005年
- 特捜戦隊デカレンジャーVSアバレンジャー（爆竜ティラノサウルスの声）

2006年
- 魔法戦隊マジレンジャーVSデカレンジャー（バボンの声）

2007年
- 獣拳戦隊ゲキレンジャー（マガの声）

2008年
- 炎神戦隊ゴーオンジャー（ショウキャクバンキの声）
- 炎神戦隊ゴーオンジャー なりきりムービー 『伝説ノヒーロー』（害気目蛮機獣ショウキャクバンキの声）

2009年
- 侍戦隊シンケンジャー（ロクロネリの声）

2010年
- 天装戦隊ゴセイジャー（ツチノコのト稀ヅの声）

2011年
- 海賊戦隊ゴーカイジャー（シールドンの声）

2012年
- 特命戦隊ゴーバスターズ（ショベルロイドの声）

2013年
- 獣電戦隊キョウリュウジャー（デーボ・ローヤローヤの声）

2015年
- 手裏剣戦隊ニンニンジャー（上級妖怪オオムカデの声）

2018年
- 快盗戦隊ルパンレンジャーVS警察戦隊パトレンジャー（ガバット・カババッチの声）

2022年
- 機界戦隊ゼンカイジャーVSキラメイジャーVSセンパイジャー（カルビワルドの声）

2024年
- 爆竜戦隊アバレンジャー 20th 許されざるアバレ（爆竜ティラノサウルスの声）

2025年
- ナンバーワン戦隊ゴジュウジャー（節約ノーワンの声）

### 音楽CD
- 鬼灯の冷徹 OPテーマ「地獄の沙汰も君次第」（閻魔大王）

### ナレーション
- ANICOM TV（最終回スペシャルのみ顔出しで出演）
- エリンが挑戦! にほんごできます。（ホニゴン、ナレーション）
- 全英オープンゴルフ（CSチャンネル）
- 高校講座地理（NHK教育）
- ぜんぶ、温泉。〜和歌山を浴びる〜（NHK-BSプレミアム）
- 天空の大爆発〜赤いオーロラを追え〜（日本テレビ）

### ボイスオーバー
- BS世界のドキュメンタリー（NHK-BS1）
  - 「パレスチナの村を分断壁から守れ〜共に闘うイスラエルの人々〜」（2007年）

### プラネタリウム
- 鹿児島市立科学館「ミステリー城へようこそ!星座の謎」（トラ）
- 高崎市少年科学館「名探偵夢水清志郎事件ノート番外編」（謎の怪人）
- ピーターパンVSフック船長 〜星空の対決〜（スミー）

### CM
- 慟哭 そして…
- ショップジャパン「ペディワウ」
- パイレーツ・オブ・カリビアン デッドマンズ・チェスト
- ナイトメアー・ビフォア・クリスマス

### 玩具
- 爆竜戦隊アバレンジャー ダイノブレス -MEMORIAL EDITION-（2024年2月）

### その他コンテンツ
- こどもにんぎょう劇場「いたい夢」
- スマイル!（日本魔法協会 会長、マルゲリータ）
- ジュラシック・パーク・ザ・ライド（恐竜の市長）
- ディズニー・クリスマス・ストーリーズ（ごきげん）
- CR私立!戦国学園（徳川家三郎）
- 恋歌（著・朝井まかて） オーディオブック（清六）[52]